# Asceua elegans
Asceua elegans là một loài nhện trong họ Zodariidae.
Loài này thuộc chi Asceua. Asceua elegans được Tord Tamerlan Teodor Thorell miêu tả năm 1887.